# Nyasaland
Nyasaland, hay Xứ bảo hộ Nyasaland, là xứ bảo hộ của Anh tại châu Phi được thành lập năm 1907 sau khi Xứ bảo hộ Trung Phi thuộc Anh (British Central Africa Protectorate) đổi tên. Từ năm 1953 tới 1963, Nyasaland thuộc Liên bang Rhodesia và Nyasaland. Sau khi Liên bang tan rã, Nyasaland giành độc lập từ Anh vào ngày 6 tháng 7 năm 1964 và đổi tên thành Malawi.
Lịch sử Nyasaland được đánh dấu bởi sự thất thoát một lượng lớn ruộng công tại châu Phi vào đâu thời thuộc địa. Vào tháng 1 năm 1915, Đức cha John Chilembwe tổ chức một cuộc nổi loạn nhằm phản đối sự phân biệt đối với người châu Phi, buộc các chính quyền thực dân phải đánh giá lại các chính sách của họ. Tầng lớp thượng lưu trí thức người châu Phi dần có tiếng nói và tích cực tham gia vào các hoạt động chính trị từ thập niên 1930, ban đầu thông qua các hiệp hội, và sau 1944, thông qua Đại hội Phi Nyasaland (NAC).
Các cuộc kích động dân sự gia tăng đáng kể kể từ khi Nyasaland bị ép phải gia nhập Liên bang với Nam và Bắc Rhodesia vào năm 1953. Sự thất bại của NAC trong việc khống chế đã dẫn tới sự sụp đổ. Không lâu sau đất nước này được khôi phục nhờ một thế hệ trẻ trung và giàu sưc chiến đấu hơn, góp phần đưa Hastings Banda trở lại quê hương và lãnh đạo đất nước giành độc lập.